# Norwich
Norwich ([ˈnɒrɪdʒ]) este un oraș și un district ne-metropolitan situat în Regatul Unit, reședința comitatului Norfolk, în regiunea East, Anglia.

## Personalități
- Philip Pullman

## Vedeți și
- Listă de orașe din Regatul Unit